# Altermondialisme
Ne doit pas être confondu avec Mouvement antimondialisation.

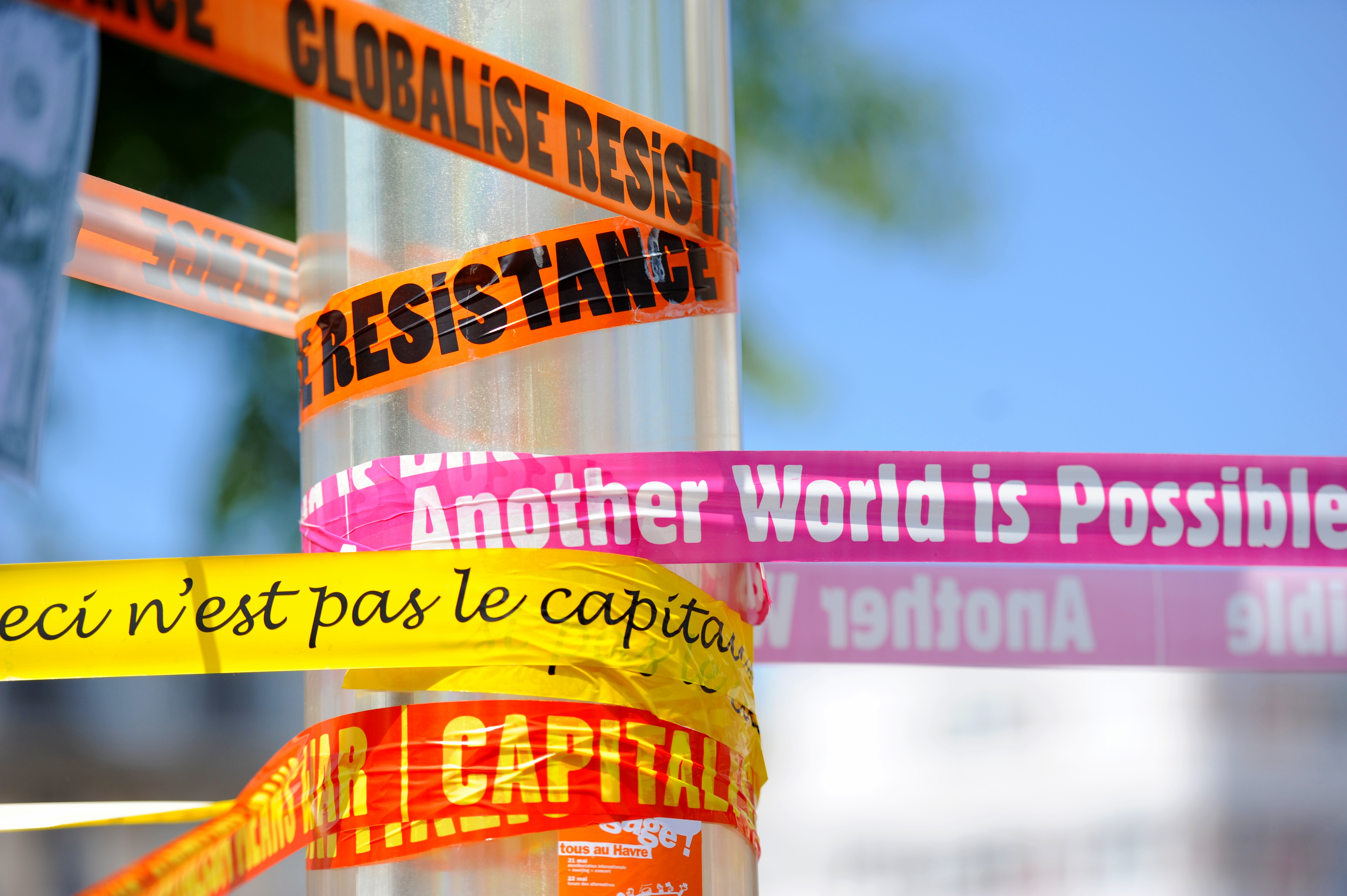
Slogans altermondialistes lors de la manifestation au Havre contre le sommet du G8 de 2011 à Deauville.

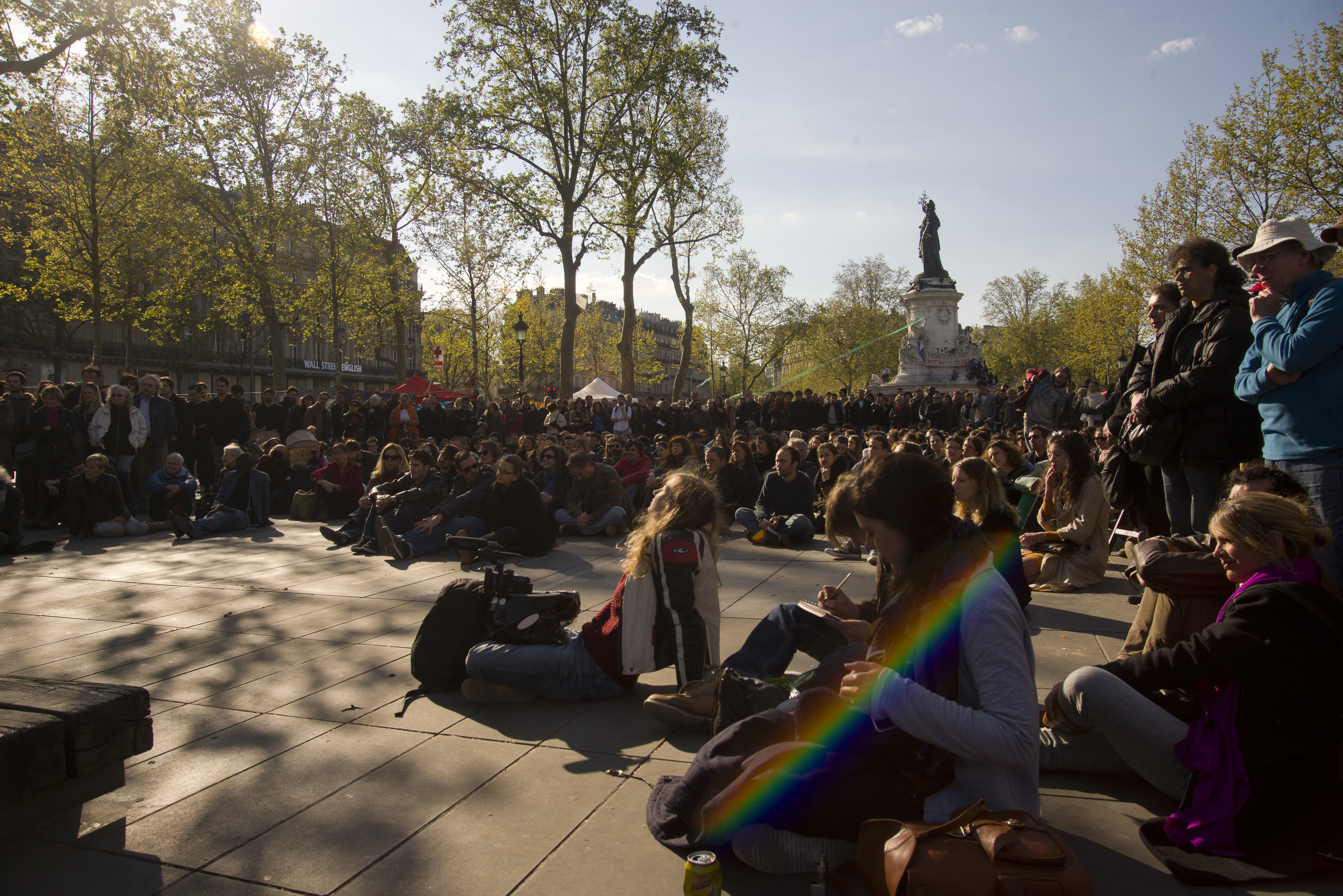
Assemblée Nuit Debout à Paris le 2 mars 2016.

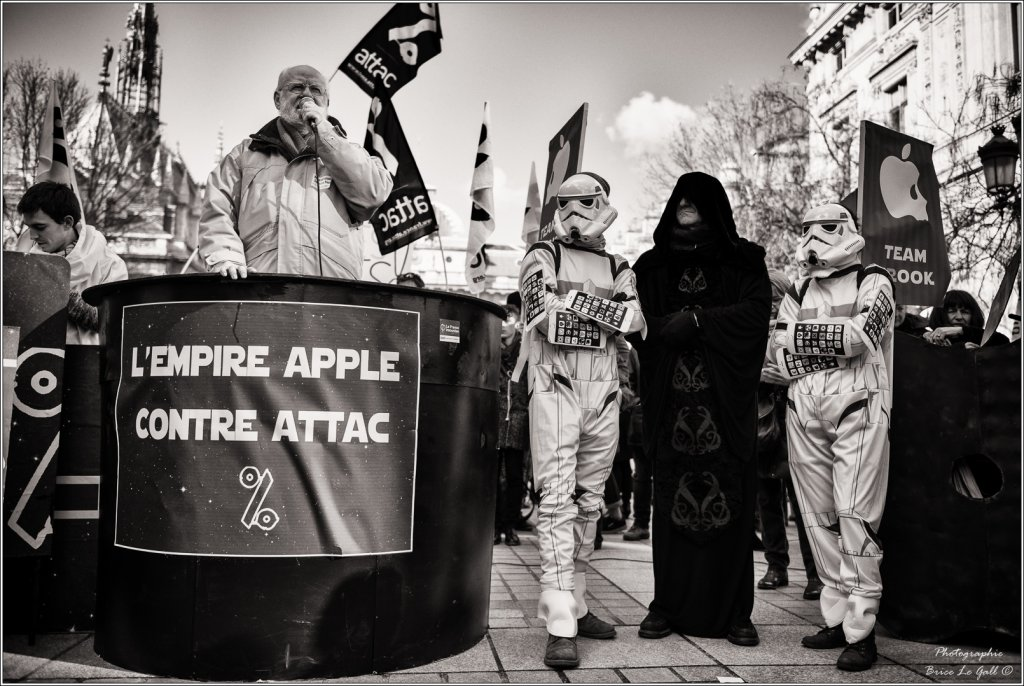
Apple contre Attac en février 2018 à Paris.

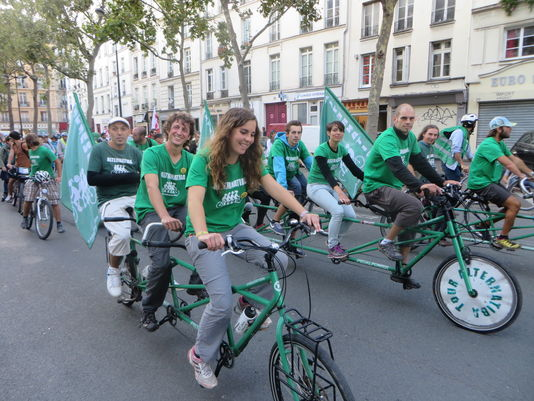
Arrivée du Tour Alternatiba 2015 à Paris.

L’altermondialisme est un mouvement social promouvant l'idée qu'une autre organisation du monde est possible et qui, sans rejeter la mondialisation, se propose de la réguler. Il connaît son apogée dans les années 2000,. Bien que les luttes et idéaux associés à ce mouvement persistent et se manifestent sous de nouvelles formes, l'usage du terme "altermondialiste" se raréfie au cours des années 2010,.
De manière générale, il s'oppose au « libéralisme économique » et à la « mondialisation économique des pratiques financières » pour favoriser une économie « plus sociale et mieux répartie »,. Ces oppositions conduisent à une recherche d'alternatives globales et systémiques à « l'ordre international de la finance et du commerce ». Les mouvements altermondialistes considèrent que l'humanité appartient, du fait de la mondialisation, à une seule communauté et que la politique partisane ne permet plus de transformer la société. Marqué par une culture qui pourrait se rattacher à la tradition libertaire ou à l'écologie radicale, le mouvement oscille entre réformisme (par exemple à travers la revendication d'une taxe Tobin proposée à la création d'Attac) et activisme. On trouve un certain nombre de prises de position et de revendications communes à de nombreuses organisations  :
- une contestation de l'organisation interne, du statut et des politiques des institutions mondiales, telles que l'Organisation mondiale du commerce (OMC), le Fonds monétaire international (FMI), l'Organisation de coopération et de développement économiques (OCDE), le G7 et la Banque mondiale ;
- la justice économique[note 4] ;
- l'autonomie des peuples[note 5] ;
- la protection de l'environnement et l'arrêt de la surexploitation des ressources[note 6] ;
- la protection des droits humains fondamentaux[note 7] ;
- la démocratisation des institutions[note 8].

L'hétérogénéité et la diversité des associations altermondialistes incite à parler davantage de mouvements altermondialistes au pluriel que de mouvement au singulier.
Le mouvement se rassemble parfois autour du slogan « Un autre monde est possible » ou plus récemment, « D'autres mondes sont possibles ».

## Historique

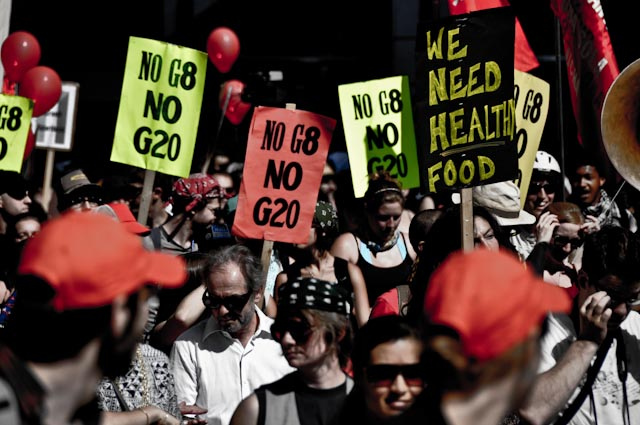
Protestations contre le G20 de Toronto en 2010. Les réunions internationales comme le G20 ou le G8 sont souvent pris pour cibles par les mouvements altermondialistes.

Le terme anti-mondialisation a été le premier utilisé par les journalistes pour désigner le mouvement contestataire. En 1999, le terme « altermondialisme » ou « altermondialisation », fut introduit dans la francophonie pour mettre en avant le caractère favorable d'une partie du mouvement à une forme de mondialisation qui serait différente de la mondialisation actuelle. Le terme lui-même est la reprise du slogan « Un autre monde est possible ».

### Prémices
L'altermondialisme se composant d'acteurs et d'organisations de différentes formes, son origine ne se rattache pas à une date bien définie. Elle s'enracine néanmoins dans les mouvements de contestation émergeant au début des années 1980 dans les pays du Sud avec la lutte, d'abord contre la dette du tiers monde et les plans d'ajustement structurels du FMI, puis contre l'Organisation mondiale du commerce (OMC) créée en 1994.
L'altermondialisme apparaît en partie comme une conjonction entre « différents courants occidentaux critiques du capitalisme et des courants anti-impérialistes du Sud ». Ainsi, en 1984, naissent le Third World Network à Penang (Malaisie), association consacrée au développement et aux échanges Nord-Sud, et les contre-sommets, dont le premier se tient à Londres, sous le nom de « Other Economic Summit ».

### À partir de 1988: Formation du mouvement

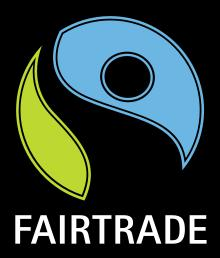
Le commerce équitable cherche à améliorer la condition sociale des producteurs des produits alimentaires dans les pays du tiers monde.

En 1988 à Berlin, a lieu la première mobilisation de masse contre l’assemblée annuelle du Fonds monétaire international et de la Banque mondiale.
Un contre-sommet contre le G7 a été organisé à Paris en juillet 1989. L’événement s’appelait « Ça suffit comme ça » et visait principalement à annuler la dette contractée par les pays du sud. Une manifestation a rassemblé 10 000 personnes et un concert important a eu lieu sur la place de la Bastille avec 200 000 personnes. C'était le premier événement anti-G7, quatorze ans avant celui de Washington. La principale conséquence politique était que la France prenait position pour favoriser l'annulation de la dette.
Les manifestations de 1999 à Seattle sont les premières manifestations altermondialistes fortement médiatisées.
En 2001, un projet de loi visant à mettre en place la taxation de certains capitaux (Taxe Tobin) est proposé au Parlement européen, mais est repoussée dès avant la première lecture grâce aux pressions de Tony Blair sur les députés travaillistes anglais, mais aussi aux abstentions ou votes contre des députés de LO/LCR.

### Années 2000: Développement

#### Forums sociaux au cœur du mouvement
Aux différentes manifestations qui accompagnent désormais les grandes réunions économiques, comme le rassemblement de Gênes en 2001 (avec la mort d'un manifestant par balle lors d'affrontements avec la police italienne) contre le sommet du G8, s'ajoute le Forum social mondial, alternatif au Forum économique mondial de Davos. Les Forums sociaux mondiaux ont lieu chaque année, soit à Porto Alegre (de 2001 à 2003), à Bombay en 2004 ou encore polycentrique. En novembre 2002 s'est également tenu le premier Forum social européen à Florence, au cours duquel de 450 000 à 1 million de personnes ont défilé contre la guerre en Irak et « pour un autre monde ». En tant que lieux d'échanges et événements médiatiques, les forums sociaux sont les espaces et les moments privilégiés du mouvement. Il s'est développé durant les dernières années plusieurs forums sociaux mondiaux, continentaux et locaux.

#### Accès des idées altermondialistes à la scène politique
En 2005, le rejet du référendum sur la constitution européenne en France est en partie dû aux critiques altermondialistes[réf. nécessaire], mais plus généralement des partis et mouvements politiques non-gouvernementaux. Ce résultat, supposé « satisfaisant » par les altermondialistes, lui vaut en revanche l'hostilité d'une partie des partis de gauche social-démocrates français (PS) et européens (SPD en Allemagne, Parti travailliste au Royaume-Uni notamment), ainsi que de la droite européenne modérée, ce que les altermondialistes interprètent comme une pensée unique pro-Union européenne libérale, nonobstant que leur courant de pensée soit loin d'être le seul à s'y opposer (conservateurs britanniques, souverainistes en France et ailleurs, droite religieuse en Espagne, en Bavière ou en Pologne, libéraux notamment anglais…).

#### Extension géographique
Tandis que dans ces pays initiateurs et notamment en Europe le mouvement fait face à un revers d'une institutionnalisation problématique de certaines de ses organisations, il connait une extension géographique en Afrique, aux États-Unis, dans le monde arabe,.
Ainsi de nombreux forum sociaux s'organisent en Afrique, notamment à Bamako en 2006, à Nairobi en 2007 et à Dakar en 2011.
La ville d'Atlanta a accueilli le premier Forum social des États-Unis du 27 juin au 1er juillet 2007, à l'initiative du Forum social

### Après la crise de 2008: changement de forme
Perçu comme essoufflé en Occident, le mouvement reconnaît une forte médiatisation après la crise économique de 2008. Cependant, de moins en moins de mouvements se revendiquent comme tels après cette crise,.
À partir de 2010, une contestation populaire dans de nombreux pays arabes a lieu, revendiquant un besoin de démocratie qui ne soit pas une simple façade et plus de liberté individuelle. Ces mouvements, bien que dans la filiation de l'altermondialisme, ne s'en revendiquent pas directement. À la suite de ce mouvement deux forums mondiaux (2013 et 2015) auront lieu à Tunis.  Le mouvement des Indignés ou Occupy dénoncent dans les pays occidentaux la crise de la démocratie et de ses institutions. En 2016, le mouvement Nuit debout dénonçant au début le dumping social de la loi travail, s'élargit à la contestation globale des institutions politiques et du système économique.
Ces mouvements, bien qu'héritiers de l'altermondialisme par les thèmes qu'ils abordent, s'organisent très différemment des anciennes contestations altermondialistes qui reposaient sur les associations. Ces nouveaux mouvements entretiennent une certaine méfiance vis-à-vis des associations et revendiquent l’absence de structure et de porte-parole.
À la suite de ces mouvements, de nouveaux partis et personnalités politiques portent des idées altermondialistes dans des élections majeures dans différents pays d'Occident : Bernie Sanders aux États-Unis, Jeremy Corbyn au Royaume-Uni, Podemos en Espagne, Syriza en Grèce ou la France Insoumise en France,.
Dans le cadre de la lutte altermondialiste contre la fraude fiscale, la campagne Apple contre Attac est lancée en 2017 pour que la société Apple paie son amende de 13 milliards d’euros à laquelle l’a condamnée la Commission européenne pour évasion fiscale.

## Composition
Le mouvement altermondialiste résulte de la convergence et de la multiplicité de mouvements. Il regroupe des personnes d'horizons très divers qui ont en commun le refus de la mondialisation néo-libérale. Pour cette raison, cette mouvance est appelée parfois « le mouvement des mouvements ».
La plupart des organisations altermondialistes refusant de créer un parti[réf. nécessaire], le mouvement s'est axé comme un contre-pouvoir, un mouvement social et fait appel à l'opinion publique, créant des groupes de pression et organisant des mouvements citoyens.
La question des alliances est constante. Les affinités sont grandes avec les mouvements anti-guerre et anti-fascistes. Certains altermondialistes sont anticapitalistes, d'autres anti-productivistes, d'autres misent sur les initiatives d'alterdéveloppement local. Certaines organisations sont également proches de la pensée néokeynésienne.

### Organisation

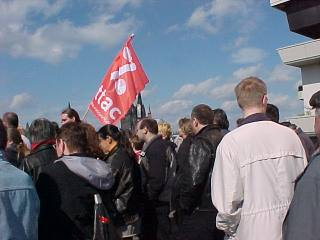
Attac à Cologne

La mouvance altermondialiste ne forme pas une organisation, mais plutôt un réseau au fonctionnement « horizontal ». Les associations réunies au sein du mouvement peuvent d'ailleurs se structurer ainsi (ainsi dans l'Union syndicale Solidaires en France), mais certaines, comme Attac France, reproduisent dans leur structure une hiérarchie pyramidale en octroyant un pouvoir décisionnel important à une minorité, comme le collège des fondateurs d'Attac.
Cette diversité se reflète dans le grand nombre d'organisations se revendiquant altermondialistes. Le point de vue altermondialiste connaît également un écho parmi certains dirigeants des PMA, ainsi que certains l'ont exprimé dans la déclaration de Dhaka ou dans leur appartenance au mouvement des non alignés.
Une dimension importante réside dans l'internationalité des réseaux (cf. la structure des mouvements Attac, ou Indymedia), notamment à travers des forums mondiaux, tel le Forum social mondial de Porto Alegre, permettant d'y développer des synergies entre les mouvements de différents pays.
Un mouvement français comme Les Désobéissants propose des ateliers pour organiser des actions de Désobéissance Civile en rapport avec les thématiques de l'altermondialisme.

### Médias, groupes de pression citoyens et autres structures
Les structures diversifiées constituant la mouvance altermondialiste sont organisées en réseau, où les médias qualifiés d'altermondialistes jouent un grand rôle. Parmi ces médias, on peut citer Actualutte, Le Monde diplomatique, Politis, Indymedia, Le Plan B, EcoRev', Altermondes, la revue de la solidarité internationale, le journal de l'association de critique des médias Acrimed, Bellaciao, le réseau d'agendas militants Démosphère ou encore Utopia.
Les documents des structures onusiennes comme les rapports du PNUD jouent aussi un rôle important, comme l'étude critique des documents produits par des institutions contestées (FMI, OMC, Banque mondiale).
Internet est également un élément important dans l'internationalisation, la constitution des réseaux d'associations altermondialistes. Le mouvement altermondialiste utilise largement Internet pour la publication d'informations (plus rapidement que par les médias papier), ainsi que pour la mobilisation, l'organisation pratique.

### Structures politiques
La pluralité des orientations politiques au sein du mouvement est difficile à synthétiser. Il est possible de décrire un certain nombre d'orientations spécifiques au sein du mouvement :
- Les communistes et marxistes. Les communistes se sont liés au mouvement altermondialiste sur des bases anticapitalistes et s'opposent traditionnellement à la mondialisation économique capitaliste, qui serait celle de la classe bourgeoise, et prônent la mondialisation de l'action des peuples (ou du prolétariat) selon un modèle social et solidaire. Tous les communistes ne se sentent pourtant pas altermondialistes : en France, si des partis comme le PCF[26]ou le NPA[27][source insuffisante] se rapprochent de la mouvance, d'autres, comme Lutte ouvrière, s'en éloignent[28][source insuffisante].
- Les antilibéraux qui critiquent le modèle du libre-échange (cf. critiques du libéralisme économique) veulent réformer en profondeur les principes de la logique économique, sur la base de critères sociaux et moraux. Certains proposent de taxer les flux de capitaux spéculatifs (taxe Tobin) ;
- Les souverainistes qui, ayant pour but déclaré de protéger la nation du « néolibéralisme » des marchés et de l'insécurité sociale qui en découlerait (chômage, « dumping social », délocalisations), prônent des mesures protectionnistes d'intérêt national ou régional en matière d'économie. Cette dernière catégorie est clairement antimondialiste ;
- Les écologistes, qui veulent préserver l'environnement contre les destructions et les prédations des ressources communes, causées généralement par une volonté d'accaparer des profits à court terme au mépris de l'intérêt général. Ces comportements sont fréquents dans les entreprises multinationales, pilotées selon les critères des marchés financiers et parfois tentées par l'impunité que peut conférer leur mobilité transnationale ou leur puissance économique ;
- Les objecteurs de croissance qui s'opposent au développement de la consommation comme modèle social ;
- Une partie de l'extrême droite française se réclame de l'altermondialisme, comme le journal Flash, proche du Front national, avec des auteurs comme Alain Soral[29] ;
- Les localistes qui privilégient ce qui est local sans toutefois se fixer de limites frontalières, entendant favoriser ainsi la démocratie participative, la cohésion sociale et la production de proximité, donc l'emploi local et la préservation de l'environnement via une moindre empreinte écologique liée au transport de marchandises ;
- les anarchistes qui sont contre l'oppression des libertés par l’État et le capitalisme.

## Revendications

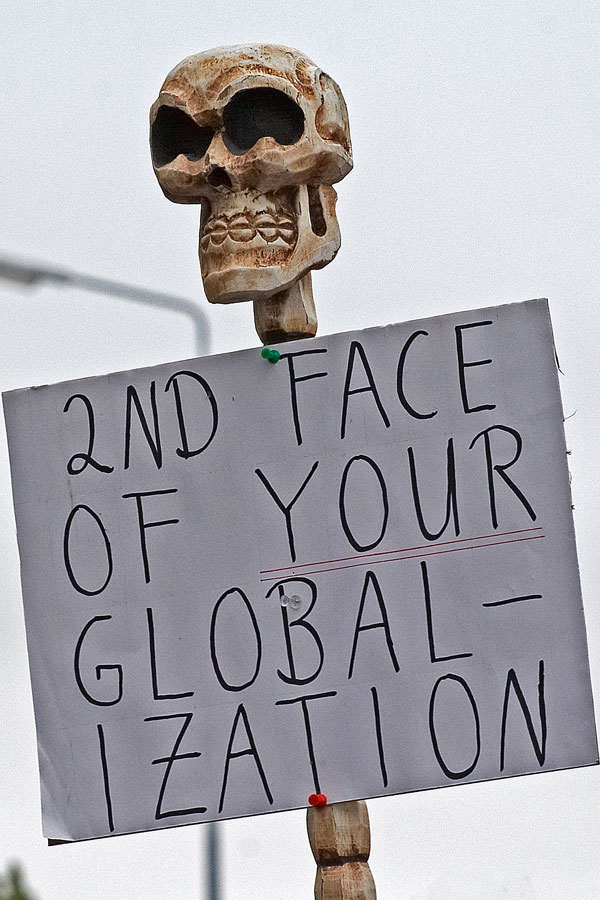
Le second visage de votre mondialisation, manifestation contre la tenue du G8 de Heiligendamm en 2007.

La pensée altermondialiste veut, d'une part, faire prendre conscience de ce qu'elle considère comme les méfaits d'une forme de mondialisation trop centrée sur l'économie, et, d'autre part, proposer des réformes ou du moins des alternatives selon la formule « un autre monde est possible ». Cependant, si la diversité du mouvement s'avère efficace en tant que front de contestation, son manque d'homogénéité empêche le mouvement de produire un programme politique clair et de canaliser ses partisans dans une voie unique. Néanmoins, une orientation commune se dégage sur des thèmes généraux comme la lutte pour le développement durable, la souveraineté alimentaire et les droits fondamentaux comprenant la paix voire la démocratie. L'altermondialisme se veut un moteur de lutte sociale. Il a désigné comme son principal adversaire idéologique le « néolibéralisme ».
L’idée de base des altermondialistes consiste à considérer que le processus de mondialisation économique, s’il n’est pas encadré politiquement, conduit à une augmentation des inégalités dans le monde : d’une part entre la population mondiale la plus riche et la plus pauvre, d’autre part entre les pays du Nord, principalement l'Amérique du Nord et l'Europe, et une majorité des pays du Sud dont l'Afrique subsaharienne et les PMA. Ce dernier point peut toutefois être contesté par l’analyse du PIB par pays sur les 50 dernières années, un indicateur que les altermondialistes contestent en général.
D'autres accusent les grandes compagnies transcontinentales et les organes financiers et commerciaux internationaux de favoriser, directement ou indirectement, des intérêts privés plutôt que l'intérêt général par la recherche de profits au détriment des facteurs sociaux et écologiques (voir externalité négative et les difficultés à appliquer le protocole de Kyōto ou la Bourse du carbone).

Plus précisément, une liste de propositions couramment avancées par les altermondialistes, dont particulièrement par le mouvement Attac, a été synthétisée dans le manifeste de Porto Alegre, lors du Forum social mondial de Porto Alegre en 2005.

### Critique du système économique néolibéral
Les altermondialistes considèrent que la mondialisation par le marché n'est pas un synonyme de progrès humain, celle-ci ne profitant, selon eux, pas équitablement à tous.
Est également critiquée la libéralisation des flux financiers et monétaires mondiaux qui a, selon eux, un effet déstabilisateur sur les économies locales et des conséquences humaines néfastes. Ils attribuent par exemple la crise économique argentine et la crise économique asiatique du Sud-Est à la fin des années 1990 à cette libéralisation. De plus, les paradis fiscaux sont une des cibles des altermondialistes. Pareillement, la « spéculation » est régulièrement critiquée par le mouvement altermondialiste alors qu'à l'inverse, elle est considérée par certains économistes[Lesquels ?] comme nécessaire à l'activité économique et à la constitution d'un marché efficient[réf. nécessaire].
Les altermondialistes soutiennent souvent des idées réformatrices dans le domaine économique comme celles d'un allègement ou de l'annulation de la dette des pays pauvres, d'une taxation sur les transactions financières (taxe Tobin).

#### Organismes internationaux
Les altermondialistes[Lesquels ?] considèrent que l'économie n'est pas régie par des lois économiques naturelles et immuables mais est le fruit de politiques conscientes des gouvernements qui concèderaient de plus en plus leur pouvoir au marché (voir Consensus de Washington).
De leur point de vue, le marché réduirait l'homme et la nature à sa valeur marchande. Ils[Lesquels ?] voient comme contrepoids des instances externes aux marchés, comme les États, certaines organisations internationales ou, sans trop de précision sur sa représentation, la société civile. Bien que se disant favorables au développement d'organisations internationales, ils s'attaquent à celles qui cherchent à privatiser ou à réduire l'accès aux services publics, ainsi qu'à celles qui visent à libéraliser l'économie.
L'organisation Attac résume le souhait des altermondialistes de modifier les règles des grandes institutions internationales comme suit :

« Une réforme radicale des institutions financières internationales, fondée sur une remise en cause de l’organisation actuelle des pouvoirs au sein du système financier international, constitue une condition politique préalable à la construction d’un mondialisme alternatif fondé sur le pouvoir des peuples et sur une nouvelle conception du développement durable. »

Les altermondialistes souhaitent une plus grande démocratisation des institutions supranationales, non démocratiquement élues au suffrage universel direct, comme l'OMC, FMI, la Banque mondiale ou le G8 (voir également : Banque centrale européenne). Le manque de transparence de ces organisations est aussi souvent critiqué par le mouvement altermondialiste.[réf. nécessaire]

##### Organisation mondiale du commerce

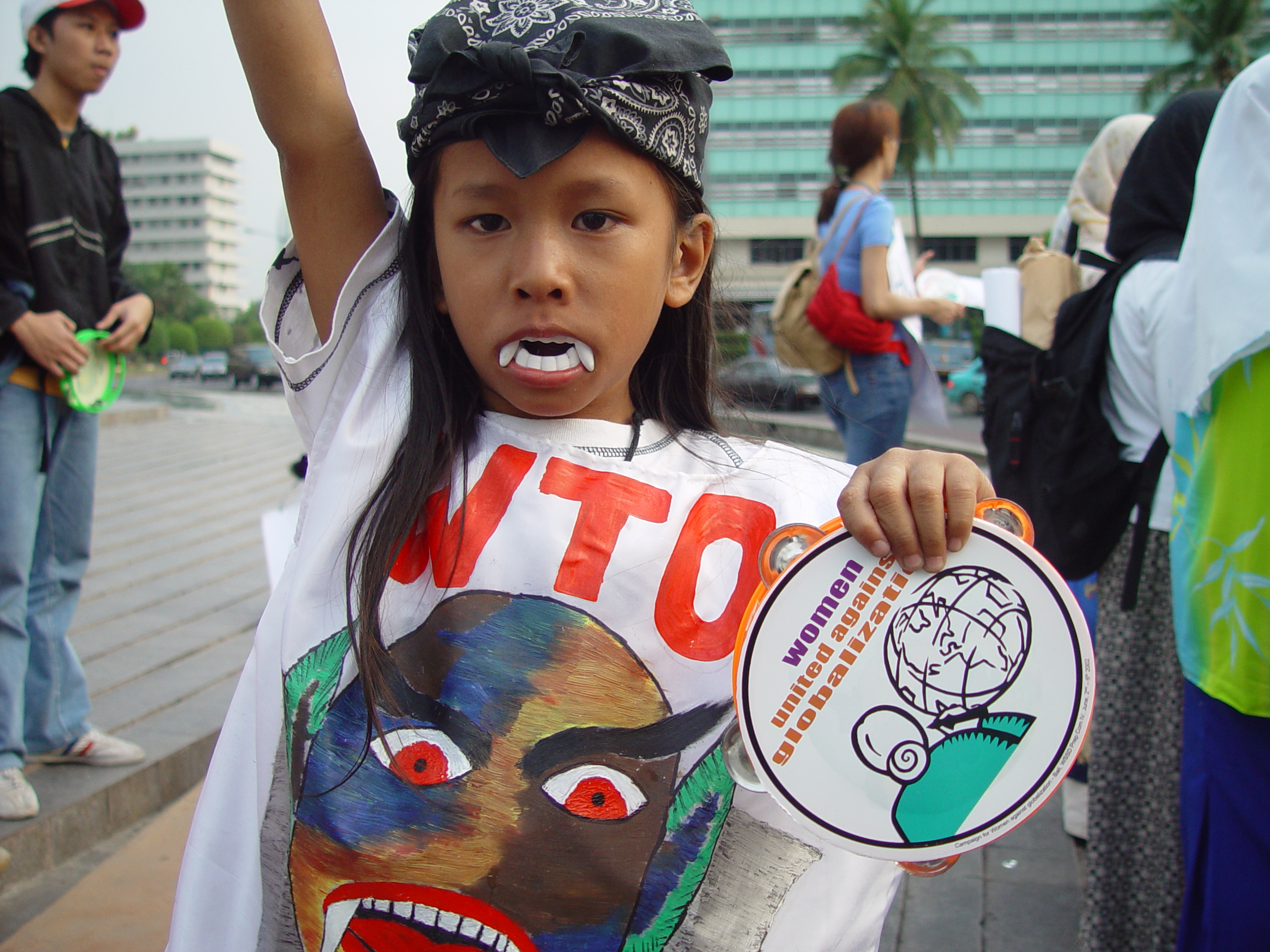
Manifestation anti OMC à Jakarta

Tout d'abord, le mandat de l'OMC de réduire les obstacles au libre-échange est critiqué comme étant défavorable à certains pays du Sud, particulièrement concernant l'agriculture. Ainsi, le rapport de la plateforme d'ONG françaises Coordination SUD intitulé « La protection des marchés agricoles. Un outil de développement conclut que « associée à des mesures de soutien à la production » et « pendant une période de temps donnée », « la mise en place de mesures de protection (des marchés agricoles) apparaît clairement comme une condition nécessaire pour parvenir à développer la production locale et renforcer l’autosuffisance ».
Les négociations en huis clos sont également pointées du doigt, ainsi que le système de négociation per se, géré par des comités techniques non élus démocratiquement et accusés de dissimuler des lobbies d'intérêt privés. D'autre part, la domination des pays industrialisés dans le commerce mondial est pointée comme raison de l'impossibilité pour les pays pauvres et les groupes minoritaires de s'opposer aux décisions de l'OMC. Ainsi, l'ONG Oxfam dénonce le fait que selon elle les intérêts des pays développés prennent le pas sur le développement dans les négociations commerciales.
Les altermondialistes, rejoints en cela par des auteurs et experts de tout bord, appellent à plus de démocratie, plus de transparence et un nouveau rapport de forces plus favorables aux pays en développement et aux politiques locales.
En outre, la gouvernance de l'OMC, basée principalement sur les ministres du Commerce des pays adhérents, est critiquée pour son manque de préoccupation dans les domaines sociaux et environnementaux qui sont pourtant influencés par ses décisions.
Les accords concernant la propriété intellectuelle comme les ADPIC sont également dénoncés lorsqu'ils sont relatifs aux biens « vitaux » (aliments, médicaments, eau) ou aux organismes vivants. Sont en particulier visés les OGM et le prix élevé de certains médicaments comme ceux contre le SIDA. Les altermondialistes sont généralement favorables aux logiciels libres.

##### Fonds monétaire international
Pour les altermondialistes, les politiques menées par le FMI ont contribué de façon dramatique à des échecs économiques, sociaux et politiques dans un grand nombre de situations : notamment la crise économique asiatique de 1997, les transitions des économies russes et est-européennes à l'économie de marché, les réformes sud-américaines et la gestion des pays africains.
Ces critiques des interventions du FMI sont en fait très répandues et développées par des économistes de tous bords, dont des défenseurs de la mondialisation. Sont mis en avant l'absence d'adaptations des politiques du FMI aux situations particulières, l'absence de recul quant à l'hypothèse de l'autorégulation du marché, ou encore le dévouement de l'institution aux intérêts de certains acteurs du marché financier.
La critique du FMI n'est donc pas du tout propre au mouvement altermondialiste. Ainsi, paradoxalement, si les altermondialistes voient dans le FMI une instance du « néo-libéralisme », nombre de libéraux peuvent contester l'existence même du FMI, dont l'objet est la régulation étatique du marché, donc en contradiction avec le principe de l'autorégulation.
Enfin, les altermondialistes critiquent le mode de fonctionnement du FMI, dans lequel les voix sont pondérées par la participation financière, et préconise un mode de décision démocratique.

#### Multinationales
Certains mouvements altermondialistes accusent les grandes compagnies transcontinentales et les organes financiers et commerciaux internationaux de favoriser, directement ou indirectement, des intérêts privés plutôt que l'intérêt général par la recherche de profits au détriment des facteurs sociaux et écologiques (voir externalité négative et les difficultés à appliquer le protocole de Kyōto ou la Bourse du carbone).
Olivier PetitJean, coordinateur de l'Observatoire des multinationales, estime que les multinationales ont un pouvoir trop grand sur les politiques publiques et une influence néfaste sur « l'environnement […] et la vitalité démocratique des différentes régions de la planète ».

### Accroissement des inégalités
Les altermondialistes dénoncent particulièrement les inégalités croissantes entre la proportion des plus riches et des plus pauvres de la planète. Estimant qu'elles ont augmenté depuis 1960, ils attribuent cette hausse à la mondialisation plutôt qu'aux causes internes à ces pays. Selon le rapport 2001 du PNUD, 1 % des plus riches mondiaux disposent d'un revenu cumulé égal à celui des 57 % les plus pauvres. De plus, pour 45 des 77 pays disposant d'une statistique sur l'inégalité de revenu, celle-ci a crû à l'intérieur des pays entre 1960 et 1990, renforçant les inégalités intra-nationales. Ces chiffres sont cependant contestés : ainsi, l'économiste espagnol Xavier Sala i Martín, spécialiste d'économie du développement, écrit dans ses travaux universitaires que les inégalités économiques et la pauvreté ont diminué au niveau mondial depuis les années 1970 pour les pays qui se sont ouverts au commerce international, alors que les pays ayant des stratégies autocentrées ont vu leur revenu moyen diminuer. Il ajoute que, selon ses calculs, les inégalités entre pays ont augmenté dans les années 1960 et 1970, avant de diminuer progressivement.
Les altermondialistes dénoncent par ailleurs l’écart croissant des richesses entre pays pauvres et pays riches. Toutefois les pays pauvres ont connu une croissance économique supérieure à celle des pays riches tout au long des cinquante dernières années marquées par cette mondialisation, alors qu’elle avait été largement inférieure jusque-là. En outre, les critiques de l'altermondialisme estiment que les différences de développement peuvent s'expliquer par d'autres facteurs qu'une exploitation des pays pauvres : dégradation des termes de l'échange par la spécialisation sur des produits à faible valeur ajoutée, problèmes internes aux pays du tiers monde qui ne connaissent pas l'état de droit et manquent de libre marché. Ils soutiennent également que les différentes crises en Argentine ou dans les pays asiatiques peuvent être expliquées en partie par les déséquilibres internes des politiques économiques menées par ces pays, bien plus que par la spéculation. Ainsi, le journaliste Philippe Manière, dans L'aveuglement français, écrit que le spéculateur ne peut gagner que s'il y a des faiblesses déjà existantes dans l'économie du pays, faiblesses qu'il ne fait que révéler. Autrement formulé, l'action du spéculateur (sur les monnaies dans l'exemple cité) n'est pas un déséquilibre du marché mais au contraire un rééquilibrage du cours à sa juste valeur. Et Manière de rappeler que Soros perdit presque autant d'argent en misant à tort contre le franc en 1992 qu'il n'en gagna en misant à raison contre la livre.
Les altermondialistes dits « Lesagiens » (influencés par l'école de pensée de l'économiste Adrien Lesage, personnalité du mouvement altermondialiste) pointent du doigt le fait qu'entre 1990 et 2000, malgré l'accroissement des forces productives, illustré par le doublement du PNB mondial, le nombre des victimes de la faim n'a pas évolué[réf. nécessaire] significativement (+/- 9 millions de morts chaque année, soit près de 25 000 par jour selon les chiffres du PAM). Sur le plus long terme, on est passé d'1,5 milliard de personnes souffrant de la faim dans les années 1950 sur une population de 2,5 milliards, à environ 800 millions en 2006.

#### Exploitation humaine
Les politiques de délocalisations sont selon eux négatives à la fois pour les pays développés (car menaçant la stabilité et le volume de l'emploi, la sécurité sociale ou le minimum salarial) et pour les pays du Sud (car favorisant le dumping social et l'exploitation par le Nord plutôt que le développement local des pays du Sud).

### Environnement
Une grande partie du mouvement adopte la critique écologiste de la mondialisation : à quoi sert de se développer en exploitant de plus en plus intensivement des ressources qui ne se renouvellent pas et dont l'épuisement est prévisible si ce n'est à « aller plus vite dans le mur » ? Le concept de développement durable est souvent employé, questionné et mis en débat en le comparant avec le concept de décroissance soutenable.
Certains altermondialistes sont par ailleurs préoccupés par l'effet de serre, les OGM (voir Lutte anti-OGM), la pollution qui est engendrée par l'activité industrielle ou encore les armes chimiques et nucléaires.
Ils dénoncent certaines multinationales qui, grâce à la libéralisation des échanges et aux avantages liés aux zones franches industrielles, délocalisent et sous-traitent à bon marché en violant les droits humains ou en provoquant des désastres écologiques. Par exemple, Shell est accusé de refuser d’assainir le site du plus grand déversement souterrain d’hydrocarbures en zone urbaine, à Durban, en Afrique du Sud, où plus d’un million de litres de pétrole auraient été répandus.

#### Exploitation des ressources
Les altermondialistes s'opposent aussi aux multinationales pharmaceutiques (Roche, Pfizer, etc.), qui, par leurs brevets et le prix de vente de leur médicament, empêcheraient les pays pauvres d'avoir accès aux soins. Les médicaments Diflucan ou Triflucan notamment de Pfizer permettraient de sauver des dizaines de millions de personnes malades du SIDA en Afrique[réf. nécessaire].
Certains auteurs, attribuant à la libre concurrence et aux subventions la responsabilité de l'aggravation de la surpêche, plaident pour une « altermondialisation halieutique ».

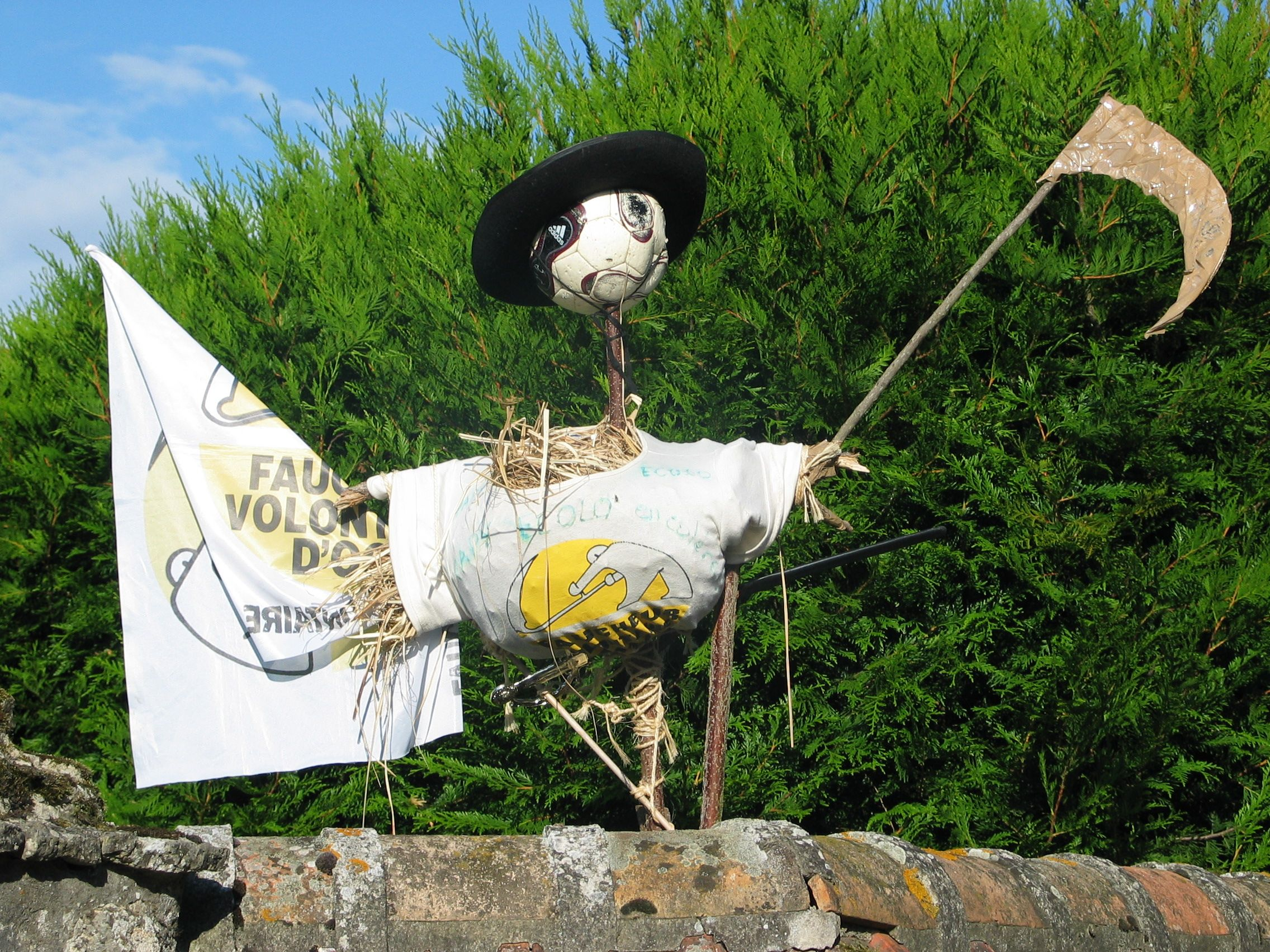
Épouvantail à l'effigie d'un faucheur volontaire d'OGM

L'altermondialisme s'oppose aux grandes multinationales comme Monsanto (producteur de semences génétiquement modifiées, ou OGM), qui ont tenté d'interdire l'étiquetage sur les produits. Une figure française emblématique de cette lutte est José Bové.

#### Brevetabilité du vivant
Plus généralement, les altermondialistes s'opposent à tous les brevets sur le code génétique (ADN), au motif qu'on ne saurait breveter les êtres vivants (au sens de l'appropriation du vivant à des fins mercantiles).

### Démocratie
Les pouvoirs économiques et financiers ont aussi un impact sur la démocratie. L'élite politique s'étant confondue avec la classe politique, les grands groupes financiers décident directement des politiques publiques. Les organisations altermondialistes comme Attac se donnent pour but de mettre en lumière la « collusion entre ces multinationales et nos gouvernements et d'entamer la résignation » du grand public.

## Critiques de l'altermondialisme
Du fait de la composition éclectique du mouvement altermondialiste, les critiques faites aux altermondialistes ne s'appliquent pas à tous les mouvements et toutes les organisations. Dans l'ensemble, on reproche souvent aux altermondialistes la négativité et la nature purement contestataire de leurs propositions.

### Critique du mouvement

#### Peur du changement
Certains estiment que le rejet de la mondialisation traduit une peur des changements du monde. Le politologue français Zaki Laïdi, dans son ouvrage La Grande Perturbation analyse ainsi la mondialisation comme une nouvelle expression du changement social.

#### Mouvement incohérent?
Norberg s'en prend aux méthodes violentes de certains altermondialistes, en particulier lors de sommets du G7/G8. Le recours aux méthodes violentes, à l'affrontement physique et à la provocation ne caractérise pas un mouvement démocratique mais au contraire les ennemis de la démocratie : « Ils ridiculisent l'idée de liberté. Dans [le] vocabulaire simpliste d'un adolescent, ce sont des fascistes ».
Boris Johnson, l'ancien maire de Londres aux convictions plutôt libérales, critique également le mouvement, tournant en dérision les enfants de la classe moyenne qui le composent : aliénés, incohérents et en quête de cause. Il leur propose, s'ils veulent réellement améliorer le sort des habitants des pays pauvres, de manifester en faveur de l'abolition des restrictions d'accès aux marchés des pays riches, de l'aboutissement du cycle de Doha, en un mot de manifester en faveur du libre-échange.

#### Force de proposition limitée
Au-delà de sa critique du système actuel, le mouvement altermondialiste est critiqué pour la faiblesse de ses propositions. Ainsi, dans La grande perturbation, ouvrage analysant la mondialisation, le politologue français Zaki Laïdi considère que « la capacité de la mouvance altermondialiste à proposer des solutions alternatives reste extrêmement limitée ».
L'essayiste et romancier Pascal Bruckner affirme par ailleurs que « Ce n’est pas être insultant que de souligner la grande faiblesse théorique de la mouvance altermondialiste qui peine à dépasser le stade de la simple invective au moment où le système a plus besoin que jamais pour se régénérer d’un adversaire à sa mesure ».
Les économistes dénoncent souvent les propositions restrictives de certaines ONG remettant en cause l’implantation de certaines activités dans les pays en développement. À ce propos Jagdish Bhagwati prend l’exemple de la polémique sur l’élevage de crevettes en Asie du Sud-Est, effet de la libéralisation du commerce ayant de graves conséquences écologiques dans les régions où il est pratiqué. Il explique que « de nombreuses organisations non gouvernementales ont argué de ce fait pour dénoncer ce commerce et réclamer sa restriction. Mais cela revient à jeter le bébé avec l’eau du bain, car le commerce est un puissant levier de prospérité et donc aussi bénéfique pour la société ».

### Critique des alternatives altermondialistes
En dehors de la nature du mouvement, les critiques visent spécifiquement certains outils ou alternatives proposés par les altermondialistes.

#### Décroissance
Certains altermondialistes sont partisans de la décroissance afin de protéger les ressources naturelles de la planète et limiter le réchauffement climatique. Selon certains économistes[Qui ?] la croissance économique serait nocive pour l'environnement dans les premiers stades du développement, mais à partir d'un certain seuil de revenu par habitant (déjà atteint par les pays développés) elle deviendrait de plus en plus profitable (voir Courbe de Kuznets). L'élévation du PIB permet par ailleurs de disposer de ressources accrues permettant des politiques environnementales. Cependant, cette vision est invalidée par l'expérience. Confronté aux données empiriques, le modèle de Kuznets (courbe environnementale en U inversé) ne se vérifie que rarement. Les pollutions locales (eau, air) semble effectivement suivre le modèle dans les aires urbaines. Mais les impacts globaux, comme les émissions de gaz à effet de serre, augmentent avec le niveau de vie sans connaître d'inflexion. L'approche de Kuznets va dans le sens d'un possible découplage entre croissance économique et impacts environnementaux (voir Découplage (écologie)).

#### Protectionnisme
L’économiste australien Kym Anderson a analysé les effets de la politique agricole de l’Union européenne dont le caractère est protectionniste[réf. nécessaire]. Il note que la libéralisation des échanges provoquerait selon lui un déplacement de la production vers les pays en développement.[réf. nécessaire]
On voit par exemple le gouvernement américain tenter de freiner les importations de produits étrangers au nom de la protection de l’environnement[réf. nécessaire] ou la lutte contre la pauvreté (les États-Unis et l’Union européenne[évasif] dénoncent les conditions de travail dans certains pays pauvres afin, selon certains[Qui ?], de trouver un prétexte à la protection de leur marché national).
Certains détracteurs du mouvement affirment que, à l'inverse des affirmations des altermondialistes, c'est l'ouverture commerciale et l'économie de marché qui permet la prospérité de tous. Et de citer le cas de l'échec des modèles de développement autocentré et le "succès" de pays anciennement sous-développés ou peu développés par l'ouverture au commerce international : Japon, Corée du Sud, Chine, Inde, Taïwan, Nouvelle-Zélande, etc.